# Аэропортовское шоссе (Астрахань)
Аэропо́ртовское шоссе — одна из основных магистралей Советского района Астрахани, пересекающая его юго-восточную часть с севера на юг. Начинается от Боевой улицы (конечная остановка «Река Царев») и идёт мимо промзон, крупных торговых точек и кварталов малоэтажной застройки, заканчиваясь въездом на территорию международного аэропорта Нариманово.

## История
Построено в середине 1980-х годов в рамках сооружения альтернативного подъезда к аэропорту Астрахань (до этого подъезд автотранспорта осуществлялся по Аэропортовской улице со стороны улицы Адмирала Нахимова). Движение общественного транспорта открылось в 1986 году с пуском просуществовавшей до 2017 года троллейбусной линии, в 1990-2010-х годах по шоссе стали курсировать также маршрутные такси № 62, 80 и 86.
До 2007 года называлось Царёвским шоссе.